# Fussballclub Winterthur 2008-2009
Questa voce raccoglie le informazioni riguardanti il Fussballclub Winterthur nelle competizioni ufficiali della stagione 2008-2009.

## Stagione
Nella stagione 2008-2009 il Winterthur, allenato da Mathias Walther, concluse il campionato di Challenge League al 10º posto. In Coppa Svizzera il Winterthur fu eliminato al primo turno dal Seefeld.

## Rosa
| N. |                     | Ruolo | Calciatore                |
| -- | ------------------- | ----- | ------------------------- |
| 2  | Svizzera (bandiera) | D     | Mattias Schnorf           |
| 3  | Svizzera (bandiera) | D     | Nick von Niederhäusern    |
| 4  | Svizzera (bandiera) | C     | Luca Zuffi                |
| 5  | Togo (bandiera)     | C     | Yao Aziawonou             |
| 6  | Svizzera (bandiera) | D     | Umberto Romano            |
| 7  | Svizzera (bandiera) | C     | Daniel Senn               |
| 8  | Kosovo (bandiera)   | D     | Visar Berisha             |
| 9  | Svizzera (bandiera) | A     | Julian Bühler             |
| 10 | Brasile (bandiera)  | C     | Felipe Campanholi Martins |
| 11 | Svizzera (bandiera) | C     | Michel Sprunger           |
| 13 | Croazia (bandiera)  | A     | Tomo Barlecaj             |
| 14 | Svizzera (bandiera) | C     | Sven Lüscher              |
| 16 | Kosovo (bandiera)   | A     | Isuf Llumnica             |
| 17 | Bulgaria (bandiera) | A     | Atanas Kurdov             |
| 18 | Serbia (bandiera)   | P     | Vaso Vasić                |
| 18 | Kosovo (bandiera)   | D     | Nesret Ljimani            |

| N. |                        | Ruolo | Calciatore          |
| -- | ---------------------- | ----- | ------------------- |
| 19 | Albania (bandiera)     | C     | Amir Abrashi        |
| 20 | Svizzera (bandiera)    | C     | Matteus Senkal      |
| 22 | Svizzera (bandiera)    | C     | Luis Frangao        |
| 23 | Svizzera (bandiera)    | C     | Sandro Lombardi     |
| 24 | Italia (bandiera)      | C     | Luca Radice         |
| 25 | Paesi Bassi (bandiera) | C     | Kristian Kuzmanovic |
| 25 | Svizzera (bandiera)    | A     | Kevin Zuber         |
| 26 | Portogallo (bandiera)  | A     | Coutinho            |
| 27 | Svizzera (bandiera)    | A     | Goran Antić         |
| 28 | Albania (bandiera)     | C     | Ermir Lenjani       |
| 29 | Svizzera (bandiera)    | D     | Fabio Bristot       |
| 30 | Svizzera (bandiera)    | D     | Deni Krleski        |
| 31 | Brasile (bandiera)     | P     | Christian Leite     |
| 32 | Svizzera (bandiera)    | P     | Adrian Zürcher      |
| 34 | Svizzera (bandiera)    | D     | Fabian Cecchini     |
|    | Croazia (bandiera)     | C     | Josip Uzelac        |

## Organigramma societario
Area tecnica
- Allenatore: Boro Kuzmanović, Mathias Walther
- Allenatore in seconda: Paco Sanchez, Dario Zuffi
- Preparatore dei portieri: Paolo Cesari
- Preparatori atletici:

## Calciomercato

### Sessione estiva
| Acquisti | Acquisti        | Acquisti          | Acquisti |
| R.       | Nome            | da                | Modalità |
| -------- | --------------- | ----------------- | -------- |
| A        | Julian Bühler   | Thun              |          |
| C        | Ermir Lenjani   | Winterthur II     |          |
| C        | Matteus Senkal  | Lugano            |          |
| C        | Mato Šimunovič  | Schwadorf         |          |
| C        | Michel Sprunger | Concordia Basilea |          |
| C        | Josip Uzelac    | Winterthur II     |          |

| Cessioni | Cessioni          | Cessioni           | Cessioni |
| R.       | Nome              | a                  | Modalità |
| -------- | ----------------- | ------------------ | -------- |
| D        | Sandro Zuffi      | Sciaffusa          |          |
| C        | Fabio Digenti     | Gossau             |          |
| C        | Tobias Gähwiler   | FC Phoenix Seen    |          |
| P        | Marwin Hitz       | Wolfsburg          |          |
| D        | Gábor Kovács      | Kreuzlingen        |          |
| C        | Dein Barreiro     | YF Juventus        |          |
| A        | Patrick Bengondo  | Aarau              |          |
| C        | Ramon Cecchini    | Basilea II         |          |
| A        | Önder Çengel      | Karşıyaka          |          |
| C        | Nemanja Cvetković | Namur              |          |
| C        | Sehar Fejzulahi   | Vaduz              |          |
| D        | Andy Hauser       | Sciaffusa          |          |
| D        | Goran Ivelj       | Sciaffusa          |          |
| C        | Junior Pinheiro   | Kreuzlingen        |          |
| C        | Stefan Kohler     | Bulle              |          |
| C        | Boban Maksimović  | Stella Rossa       |          |
| C        | Moshe Ohayon      | Beitar Gerusalemme |          |
| C        | Raúl Cabanas      | Wohlen             |          |
| A        | Yohan Viola       | Biaschesi          |          |

### Sessione invernale
| Acquisti | Acquisti                  | Acquisti         | Acquisti |
| R.       | Nome                      | da               | Modalità |
| -------- | ------------------------- | ---------------- | -------- |
| A        | Goran Antić               | Aarau            |          |
| C        | Felipe Campanholi Martins | Padova           |          |
| D        | Fabio Bristot             | Winterthur II    |          |
| A        | Atanas Kurdov             | Bayer Leverkusen |          |

| Cessioni | Cessioni       | Cessioni  | Cessioni |
| R.       | Nome           | a         | Modalità |
| -------- | -------------- | --------- | -------- |
| D        | Pascal Thrier  | Lugano    |          |
| A        | Ivan Audino    | Zurigo II |          |
| C        | Mato Šimunovič | Nitra     |          |

## Risultati

### Challenge League

#### andata
| Arbitro: | Graf |

|                         |           |  |
| Barlecaj 43’ Radice 60’ | Marcatori |  |

| Arbitro: | Klossner |

|            |           |  |
| Bühler 46’ | Marcatori |  |

| Arbitro: | Laperrière |

|  |           |                           |
|  | Marcatori | 12’ Abrashi 84’ Šimunovič |

| Arbitro: | Studer |

|            |           |                                |
| Bühler 27’ | Marcatori | 9’ Andrist 59’ Rama 73’ Blumer |

| Arbitro: | Kever |

|  |           |               |
|  | Marcatori | 48’ Šimunovič |

| Arbitro: | Gremaud |

|                                            |           |               |
| Šimunovič 3’ Barlecaj 31’, 63’ (rig.), 65’ | Marcatori | 18’ Balthazar |

| Arbitro: | Carrell |

|                                              |           |            |
| Renfer 16’ Baldo 23’ Rennella 50’ Moresi 89’ | Marcatori | 63’ Bühler |

| Arbitro: | Grossen |

|            |           |            |
| Thrier 86’ | Marcatori | 67’ Gourmi |

| Arbitro: | Poma |

|                |           |  |
| Maliqi 5’, 68’ | Marcatori |  |

| Winterthur 27 ottobre 2008, ore 20:10 CET 10ª giornata | Winterthur | 0 – 0 referto | Wil | Stadion Schützenwiese (1 600 spett.)\| Arbitro: \| Devouge \| |
| Arbitro:                                               | Devouge    |               |     |                                                               |

| Arbitro: | Zimmermann |

|              |           |                       |
| Barlecaj 66’ | Marcatori | 61’ Meier 65’ Schultz |

| Arbitro: | Meroni |

|                                   |           |  |
| Ademi 20’, 82’ (rig.) Katanha 26’ | Marcatori |  |

| Arbitro: | Bertolini |

|              |           |                          |
| Sprunger 57’ | Marcatori | 42’ N'Gindu 75’ Miéville |

| Arbitro: | Grossen |

|                                    |           |                             |
| Schweizer 26’ Bieli 32’ Gavrić 45’ | Marcatori | 69’, 79’ Sprunger 89’ Zuffi |

| Arbitro: | Laperrière |

|  |           |                                |
|  | Marcatori | 27’ (aut.) Thrier 73’ Costanzo |

#### ritorno
| Ginevra 21 febbraio 2009, ore 19:00 CET 16ª giornata | Servette | 0 – 0 referto | Winterthur | Stade de Genève (1 504 spett.)\| Arbitro: \| Graf \| |
| Arbitro:                                             | Graf     |               |            |                                                      |

| Arbitro: | Rogalla |

|  |           |            |
|  | Marcatori | 39’ Murati |

| Arbitro: | Lanfranchi |

|                              |           |                                          |
| Sandro 30’ Blumer 84’ (rig.) | Marcatori | 50’, 87’ Lenjani 60’ Lüscher 63’ Martins |

| Arbitro: | Wermelinger |

|                          |           |            |
| Lüscher 59’ Sprunger 86’ | Marcatori | 26’ Strbac |

| Arbitro: | Zimmermann |

|           |           |             |
| Hélin 64’ | Marcatori | 42’ Berisha |

| Arbitro: | Amhof |

|                        |           |                       |
| Antić 16’ Sprunger 63’ | Marcatori | 56’ Rota 90’ Rennella |

| Arbitro: | Devouge |

|  |           |                                                                |
|  | Marcatori | 41’ Lüscher 47’ (rig.) Romano 60’ (rig.) Llumnica 87’ Barlecaj |

| Arbitro: | Zimmermann |

|              |           |          |
| Sprunger 62’ | Marcatori | 74’ Egli |

| Arbitro: | Grossen |

|            |           |              |
| Silvio 85’ | Marcatori | 53’ Sprunger |

| Wohlen 26 aprile 2009, ore 15:00 CEST 25ª giornata | Wohlen | 0 – 0 referto | Winterthur | Stadion Niedermatten (1 205 spett.)\| Arbitro: \| Graf \| |
| Arbitro:                                           | Graf   |               |            |                                                           |

| Arbitro: | Bieri |

|             |           |                                 |
| Martins 63’ | Marcatori | 17’ Ademi 44’ Etemi 48’ Katanha |

| Arbitro: | Grossen |

|                       |           |              |
| Sousa 25’ Machado 57’ | Marcatori | 84’ Lombardi |

| Arbitro: | Hänni |

|             |           |                                    |
| Giménez 14’ | Marcatori | 34’ Lenjani 63’, 65’, 86’ Barlecaj |

| Arbitro: | Poma |

|                                              |           |                                                |
| Barlecaj 47’ Senn 66’ Lüscher 70’ Uzelac 90’ | Marcatori | 22’, 43’ Schürpf 30’ Thüring 53’ Bieli 88’ Kim |

| Arbitro: | Gremaud |

|                                          |           |                |
| Merenda 45’ (rig.) Lang 62’ Costanzo 65’ | Marcatori | 13’, 21’ Antić |

### Coppa Svizzera
| 20 settembre 2008, ore 16:00 CEST Primo turno | Seefeld              | ? – ? | Winterthur |  |
| \| \| \| \| \| \| Tiri di rigore 3 – 2 \| \|  |                      |       |            |  |
|                                               |                      |       |            |  |
|                                               | Tiri di rigore 3 – 2 |       |            |  |

## Statistiche

### Statistiche di squadra
| Competizione     | Punti | In casa | In casa | In casa | In casa | In casa | In casa | In trasferta | In trasferta | In trasferta | In trasferta | In trasferta | In trasferta | Totale | Totale | Totale | Totale | Totale | Totale | DR |
| Competizione     | Punti | G       | V       | N       | P       | Gf      | Gs      | G            | V            | N            | P            | Gf           | Gs           | G      | V      | N      | P      | Gf     | Gs     | DR |
| ---------------- | ----- | ------- | ------- | ------- | ------- | ------- | ------- | ------------ | ------------ | ------------ | ------------ | ------------ | ------------ | ------ | ------ | ------ | ------ | ------ | ------ | -- |
| Challenge League | 36    | 15      | 4       | 4       | 7       | 21      | 24      | 15           | 5            | 5            | 5            | 24           | 22           | 30     | 9      | 9      | 12     | 45     | 46     | -1 |
| Coppa Svizzera   | -     | 0       | 0       | 0       | 0       | 0       | 0       | 1            | 0            | 1            | 0            | 0            | 0            | 1      | 0      | 1      | 0      | 0      | 0      | 0  |
| Totale           | 36    | 15      | 4       | 4       | 7       | 21      | 24      | 16           | 5            | 6            | 5            | 24           | 22           | 31     | 9      | 10     | 12     | 45     | 46     | -1 |

### Andamento in campionato
| Giornata  | 1 | 2 | 3 | 4 | 5 | 6 | 7 | 8 | 9 | 10 | 11 | 12 | 13 | 14 | 15 | 16 | 17 | 18 | 19 | 20 | 21 | 22 | 23 | 24 | 25 | 26 | 27 | 28 | 29 | 30 |
| --------- | - | - | - | - | - | - | - | - | - | -- | -- | -- | -- | -- | -- | -- | -- | -- | -- | -- | -- | -- | -- | -- | -- | -- | -- | -- | -- | -- |
| Luogo     | C | C | T | C | T | C | T | C | T | C  | C  | T  | C  | T  | C  | T  | C  | T  | C  | T  | C  | T  | C  | T  | T  | C  | T  | T  | C  | T  |
| Risultato | V | V | V | P | V | V | P | N | P | N  | P  | P  | P  | N  | P  | N  | P  | V  | V  | N  | N  | V  | N  | N  | N  | P  | P  | V  | P  | P  |
| Posizione | 4 | 5 | 2 | 3 | 3 | 3 | 3 | 3 | 6 | 5  | 6  | 9  | 9  | 9  | 11 | 10 | 11 | 8  | 8  | 7  | 9  | 8  | 7  | 7  | 7  | 8  | 8  | 7  | 9  | 10 |

Legenda:

Luogo: C = Casa; T = Trasferta. Risultato: V = Vittoria; N = Pareggio; P = Sconfitta.

### Statistiche dei giocatori
| A. Abrashi           | 24 | 1  | 0 | 0 |
| G. Antić             | 10 | 3  | 2 | 1 |
| I. Audino            | 3  | 0  | 0 | 0 |
| Y. Aziawonou         | 20 | 0  | 2 | 0 |
| T. Barlecaj          | 23 | 10 | 4 | 0 |
| V. Berisha           | 9  | 1  | 0 | 0 |
| F. Bristot           | 1  | 0  | 0 | 0 |
| J. Bühler            | 23 | 3  | 1 | 0 |
| F. Cecchini          | 4  | 0  | 0 | 0 |
| C. Coutinho          | 3  | 0  | 0 | 0 |
| F. Digenti           | 6  | 0  | 0 | 0 |
| L. Frangao           | 0  | 0  | 0 | 0 |
| T. Gähwiler          | 2  | 0  | 1 | 0 |
| M. Hitz              | 5  | 0  | 0 | 1 |
| D. Krleski           | 0  | 0  | 0 | 0 |
| A. Kurdov            | 3  | 0  | 0 | 0 |
| K. Kuzmanovic        | 4  | 0  | 1 | 0 |
| C. Leite             | 17 | 0  | 0 | 1 |
| E. Lenjani           | 12 | 3  | 5 | 1 |
| N. Ljimani           | 1  | 0  | 0 | 1 |
| I. Llumnica          | 9  | 1  | 1 | 0 |
| S. Lombardi          | 23 | 1  | 4 | 0 |
| S. Lüscher           | 13 | 4  | 3 | 0 |
| F. Martins           | 10 | 2  | 1 | 0 |
| L. Radice            | 28 | 1  | 5 | 0 |
| U. Romano            | 9  | 1  | 0 | 0 |
| M. Schnorf           | 21 | 0  | 6 | 0 |
| T. Sekou             | 4  | 0  | 0 | 0 |
| M. Senkal            | 4  | 0  | 1 | 0 |
| D. Senn              | 12 | 1  | 1 | 0 |
| F. Serafini          | 1  | 0  | 0 | 0 |
| M. Sprunger          | 16 | 7  | 3 | 0 |
| P. Thrier            | 14 | 1  | 1 | 0 |
| J. Uzelac            | 2  | 1  | 0 | 0 |
| V. Vasić             | 9  | 0  | 0 | 0 |
| K. Zuber             | 7  | 0  | 0 | 0 |
| L. Zuffi             | 20 | 1  | 2 | 0 |
| A. Zürcher           | 0  | 0  | 0 | 0 |
| N. von Niederhäusern | 30 | 0  | 2 | 0 |
| M. Šimunovič         | 12 | 3  | 3 | 0 |